# Andrea Carnevale
Pour les articles homonymes, voir Carnevale.
Andrea Carnevale (né le 12 janvier 1961 à Monte San Biagio, dans la province de Latina dans le Latium) est un footballeur italien. Il évoluait au poste d'attaquant.

## Biographie
Il joue toute sa carrière en Italie. Il s'illustre en particulier avec l'équipe de Naples, emmenée par Diego Maradona. Il participe à la Coupe du monde 1990 avec l'équipe d'Italie. Titulaire au début du tournoi, mais inefficace, il perd sa place au profit de Salvatore Schillaci.

## Palmarès

### En équipe nationale
- 10 sélections et 2 buts avec l'équipe d'Italie entre 1989 et 1990
- Troisième de la Coupe du monde 1990 avec l'équipe d'Italie

### Avec Naples
- Vainqueur de la Coupe de l'UEFA en 1989
- Champion d'Italie en 1987 et 1990
- Vainqueur de la Coupe d'Italie en 1987